# MCG+01-02-015
MCG + 01-02-015 là một thiên hà xoắn ốc trong chòm sao Song Ngư. Đó là một ví dụ về một thiên hà trống rỗng.

## Lịch sử quan sát
MCG + 01-02-015 trước đây được phân loại là một thiên hà hình elip thuộc lớp E2 mặc dù hình ảnh có độ phân giải cao hơn đã tiết lộ nó là một thiên hà xoắn ốc bị chặn.

## Hình thành
Theo lý thuyết của nhiều nhà vật lý thiên văn, các thiên hà trống rỗng là kết quả của các sợi thiên hà lớn bị kéo bởi trọng lực của một Siêu đám thiên hà ra khỏi các khu vực ít sao và hành tinh, khiến các khoảng trống như khoảng trống Boöte phát triển, các thiên hà như MCG + 01- 02-015 đôi khi bị bỏ lại phía sau từ các sự kiện như thế này.

## Sử dụng trong nghiên cứu khoa học
MCG + 01-02-015 là viên nang thời gian của quá trình tiến hóa thiên hà đồng thời đưa ra ý tưởng về cách các vật thể này tiến hóa do nó không tương tác với bất kỳ thiên hà lân cận nào.